# 波季克索羅卡河
波季克索羅卡河（烏克蘭語：Потік Сорока），是烏克蘭的河流，位於該國西部赫梅利尼茨基州，發源自亞歷山德里夫卡以北，流經赫梅利尼茨基區，河道全長22公里，流域面積141平方公里。